# Heliaster
Heliaster è un genere di stelle marine della famiglia Heliasteridae.

## Specie
- Heliaster canopus Perrier, 1875
- Heliaster cumingi (Gray, 1840)
- Heliaster helianthus (Lamarck, 1816)
- Heliaster kubiniji Xantus, 1860
- Heliaster microbrachius Xantus, 1860
- Heliaster polybrachius H.L. Clark, 1907
- Heliaster solaris A.H. Clark, 1920